# Banner County
Banner County är ett administrativt område i delstaten Nebraska, USA. År 2010 hade countyt 690 invånare. Den administrativa huvudorten (county seat) är Harrisburg.

## Geografi och orter

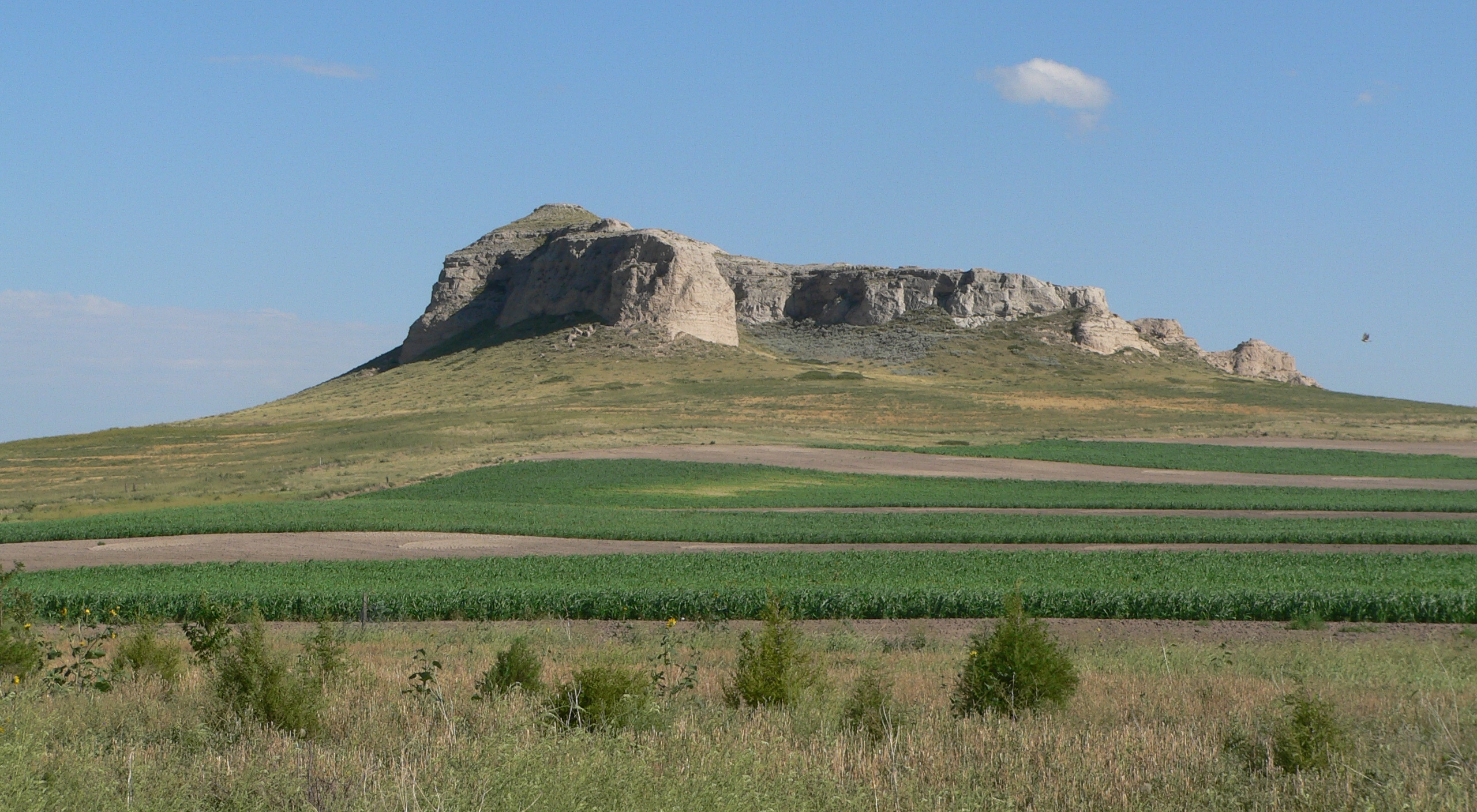
Gabe Rock

Banner County är lantligt och glasbefolkat och saknar självständiga stadskommuner. Huvudorten Harrisburg definieras administrativt som census-designated place. I countyt låg tidigare även orten Ashford, idag en spökstad av vilken få rester återstår. Närmaste större stad är Scottsbluff i angränsande Scotts Bluff County norrut.
Enligt United States Census Bureau har countyt en total area på 1 932 km². 1 932 km² av den arean är land och 0 km² är vatten. 

### Angränsande countyn
- Scotts Bluff County, Nebraska - nord
- Morrill County, Nebraska - öst
- Cheyenne County, Nebraska - sydost
- Kimball County, Nebraska - syd
- Laramie County, Wyoming - väst
- Goshen County, Wyoming - nordväst

## Historia
Countyt etablerades 1888. Några större bosättningar och storskaligt jordbruk på platsen visade sig svårt, då området ligger långt från järnvägen och kommersiellt jordbruk därför inte var lönsamt. Istället har boskapsuppfödning varit en dominerande näring. I Banner County finns ett 20-tal ICBM-silor, anlagda under kalla kriget.  